# Liste der Monuments historiques in Morembert
Die Liste der Monuments historiques in Morembert führt die Monuments historiques in der französischen Gemeinde Morembert auf.

## Liste der Objekte
| Bezeichnung                  | Beschreibung                                             | Standort                              | Kennzeichnung | Schutzstatus | Datum | Bild |
| ---------------------------- | -------------------------------------------------------- | ------------------------------------- | ------------- | ------------ | ----- | ---- |
| Skulptur Johannes der Täufer | Kalkstein, übertüncht und vergoldet, 16. Jahrhundert     | in der Kirche St-Jean-Baptiste (Lage) | PM10001302    | Classé       | 1961  |      |
| Taufbecken                   | Kalkstein, zweite Hälfte des 16. Jahrhunderts            | in der Kirche St-Jean-Baptiste (Lage) | PM10001304    | Classé       | 1961  |      |
| Paxtafel                     | Metall, versilbert, 18. Jahrhundert                      | in der Kirche St-Jean-Baptiste (Lage) | PM10001306    | Classé       | 1961  |      |
| Sessel                       | Holz, bemalt, Stoff, 18. Jahrhundert                     | in der Kirche St-Jean-Baptiste (Lage) | PM10001307    | Classé       | 1985  |      |
| Skulptur Heiliger Claudius   | Kalkstein, farbig gefasst und vergoldet, 16. Jahrhundert | in der Kirche St-Jean-Baptiste (Lage) | PM10001303    | Classé       | 1961  |      |
| Prozessionskreuz             | Kruzifixus: Kupfer, Eisen, 15. Jahrhundert               | in der Kirche St-Jean-Baptiste (Lage) | PM10001305    | Classé       | 1961  |      |
| Pietà                        | Kalkstein, farbig gefasst, Ende des 16. Jahrhunderts     | in der Kirche St-Jean-Baptiste (Lage) | PM10001301    | Classé       | 1960  |      |